# Шкала Японского метеорологического агентства
Шкала Японского метеорологического агентства (JMA) применяется для оценки интенсивности сейсмического события (землетрясения). Шкала считается 7-балльной, но фактически содержит 10 уровней (от 0 до 4, 5 «слабый», 5 «сильный», 6 «слабый», 6 «сильный» и 7).
Ощутимые уровни, например, можно отобразить такой таблицей:
| Баллы и степень | Люди | В здании | На улице |
| --------------- | --- | --- | --- |
| 3               | Почти все находящиеся внутри зданий ощущают тряску. Некоторые испытывают страх.                               | Отмечается дребезжание посуды на полках. | Немного качаются электропровода. |
| 4               | Люди испытывают сильный страх, некоторые предпринимают действия по самозащите. Почти все спящие пробуждаются. | Сильно качаются висячие предметы, дребезжит посуда на полках. Иногда падают неустойчивые предметы. | Сильно качаются электропровода. Идущие пешком и некоторые находящиеся за рулем также ощущают сотрясения.                                                                                        |
| 5-              | Многие предпринимают действия по самозащите. Некоторые чувствуют сложности в передвижении.                    | Очень сильно качаются висячие предметы; бывает, что с полок падают посуда и книги. Падают многие неустойчивые предметы, двигается мебель.                                                                   | Бывает, бьётся и вылетает оконное стекло. Заметно сотрясение электростолбов. Рушатся стены неукрепленных блочных ограждений. Бывает повреждение дорог.                                          |
| 5+              | Люди чувствуют чрезвычайный страх. Многие отмечают сложности в передвижении.                                  | С полок падает почти вся посуда и книги, бывает, с подставки падает телевизор. Иногда падают шкафы и другая тяжелая мебель. Бывает, из-за искривления формы не открываются двери или часть дверей вылетает. | Рушатся многие стены неукрепленных блочных ограждений. Бывает, падают недостаточно крепко установленные торговые автоматы. Трудно вести автомобиль, из-за чего многие водители останавливаются. |
| 6-              | Трудно устоять на ногах.                                                                                      | Незафиксированная тяжелая мебель двигается и опрокидывается, многие двери не открываются. | Во многих зданиях вылетают окна, со стен откалываются штукатурка и плитка. |
| 6+              | Невозможно устоять на ногах, люди вынуждены ползти, прижавшись к земле.                                       | Почти вся незафиксированная тяжелая мебель двигается и опрокидывается. Бывает, вылетают двери. | Во многих зданиях вылетают окна, со стен откалываются штукатурка и плитка. Рушатся почти все стены неукреплённых блочных ограждений.                                                            |
| 7               | Невозможно действовать и двигаться согласно своей воле и желаниям.                                            | Почти вся мебель в доме сильно двигается, летают предметы. | Почти во всех зданиях вылетают окна, со стен откалываются штукатурка и плитка. Бывает, рушатся плохо укрепленные стены домов.                                                                   |

Более подробное описание шкалы и её применения имеется на сайте Японского метеорологического агентства:  (англ.)